# Vuelta a Andalucía 1985
La 31ª edición de la Vuelta a Andalucía se disputó entre el 2 y el 7 de febrero de 1985 con un recorrido de 853,1 km dividido en un prólogo y 5 etapas, una de ellas doble, con inicio en Águilas y final en Granada. 
Participaron 80 corredores repartidos en 10 equipos de los que sólo lograron finalizar la prueba 57 ciclistas.
El vencedor, el alemán Rolf Gölz, cubrió la prueba a una velocidad media de 35,556 km/h y se impuso también en la clasificación de la regularidad. En la clasificación de la montaña se impuso el español Mariano Sánchez, y en la de metas volantes el belga Eddy De Bie.

## Etapas
| Etapa   | Fecha        | Recorrido                    | Km    | Ganador de la etapa |
| Prólogo | 2 de febrero | Águilas - Águilas            | 5,0   | Jesús Blanco Villar |
| 1ª      | 3 de febrero | Cuevas de Almanzora - Guadix | 179,0 | Giuseppe Saronni    |
| 2ª      | 4 de febrero | Guadix - Linares             | 142,8 | Rolf Gölz           |
| 3ª      | 5 de febrero | Linares - Priego de Córdoba  | 189,7 | Federico Echave     |
| 4ª      | 6 de febrero | Priego de Córdoba - Cabra    | 184,7 | Rolf Gölz           |
| 5ª (a)  | 7 de febrero | Cabra - Granada              | 146,0 | Frank Hoste         |
| 5ª (b)  | 7 de febrero | Granada - Granada            | 7,0   | Rolf Gölz           |